# Giuseppe Arconati Visconti
Giuseppe Arconati Visconti, VI marchese di Busto Garolfo (Milano, 9 aprile 1797 – Milano, 11 marzo 1873), è stato un nobile e politico italiano.

## Biografia
Figlio del marchese Carlo Arconati Visconti (1752-1816), ex membro del Consiglio generale di Milano, e della giansenista Teresa Trotti, sposò sua cugina Costanza Trotti, appena diciassettenne, nel gennaio del 1818. Costanza, da cui ebbe il figlio Carlo, fu anche la sua principale collaboratrice in ambito politico.
Nel 1821 il marchese fu uno fra i più stretti collaboratori di Federico Confalonieri durante l'istituzione del movimento costituzionale. All'arresto di quest'ultimo (l'11 marzo 1821) dovette lasciare Milano e rifugiarsi in Belgio, presso il castello di Gaasbeek, dove diede rifugio a numerosi altri esuli politici come Giovanni Berchet, Giovita Scalvini, Giovanni Arrivabene, Vincenzo Gioberti ed infine pure a Federico Confalonieri, fuggito dallo Spielberg anche grazie all'aiuto dei coniugi Arconati.
In Belgio, tramite l'appoggio di Victor Cousin venne a contatto con gli ambienti del liberalismo francese e si unì al movimento anti-olandese. Negli anni Trenta la coppia Arconati passò lunghi periodi a Berlino, facendo impartire al figlio Carlo lezioni di tedesco, nella convinzione che non la cultura tedesca dovesse essere condannata, ma il dominio straniero. Nel 1839 Carlo morì in giovane età. Nacque poco dopo il secondogenito Gianmartino, destinato anch'egli a morire prematuramente nel 1876.
Ritornò a Milano nel 1840 e lottò per l'unione con il Piemonte, partecipando alle Cinque giornate di Milano del 1848. Nel 1850 fu eletto deputato al parlamento del Regno di Sardegna, carica che ricoprì dalla quarta alla settima legislatura, per poi diventare senatore dell'VIII legislatura del Regno d'Italia dall'8 ottobre 1865 alla morte.